# USV TU Dresden

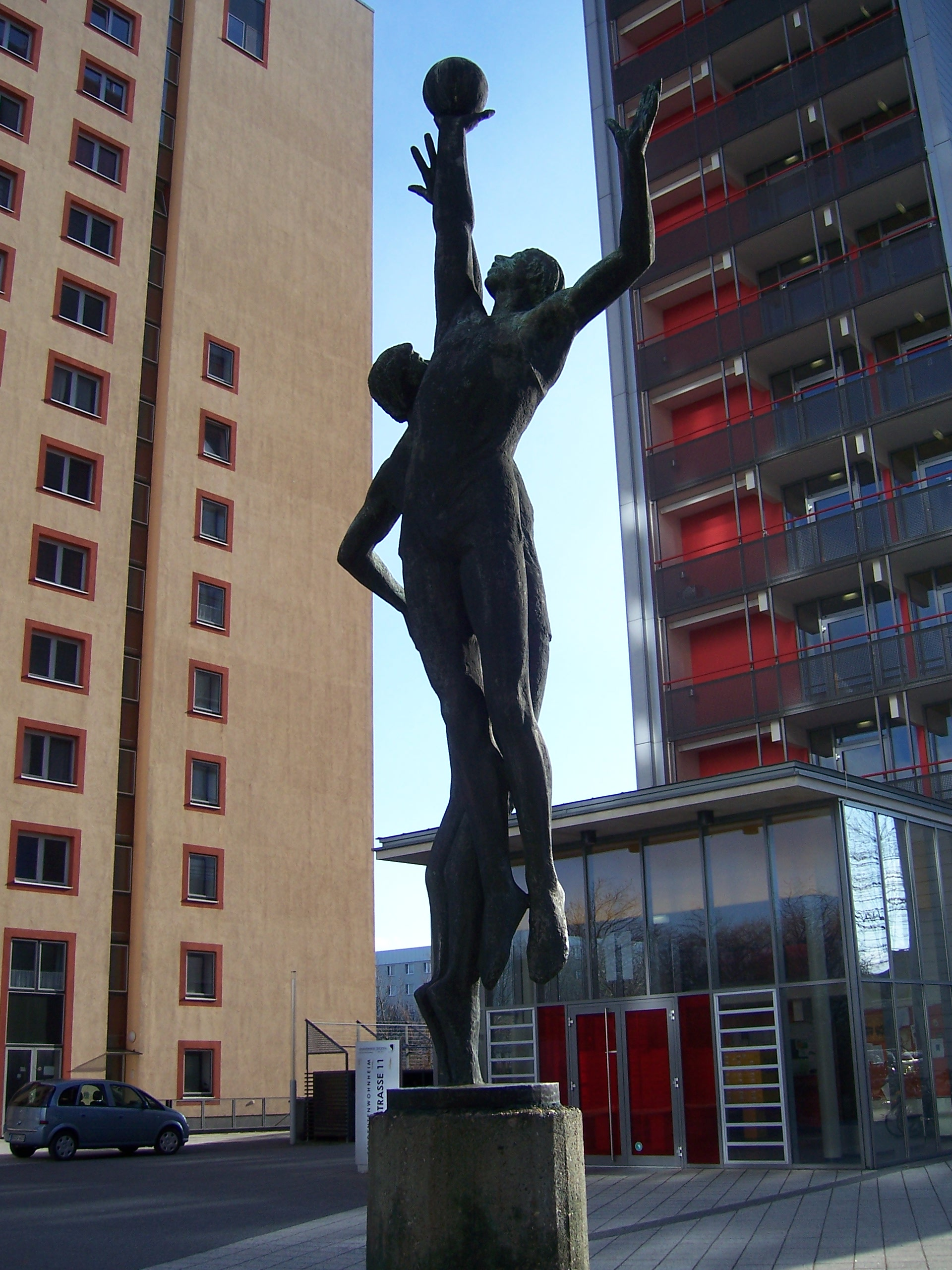
Plastik „Studentensport“ vor den Studentenwohnheimen Wundtstraße

Der USV TU Dresden (offiziell Universitätssportverein Technische Universität Dresden e. V.) ist ein Sportverein aus der sächsischen Landeshauptstadt Dresden. In seinen 29 Abteilungen, in denen neben dem Leistungs- auch Breitensport betrieben wird, sind etwa 4.000 Mitglieder aktiv. Damit gehört er zu den größten Vereinen des Bundeslandes.
Mehrere Abteilungen sind in höheren Spielklassen erfolgreich und überregional präsent. Dazu zählen (Stand: Saison 2014/15) Basketball (Regionalliga Damen), Go (3. Bundesliga Herren), Lacrosse (1. Bundesliga Nord/Ost Herren, 1. Bundesliga Ost Damen), Schach (1. Bundesliga), Floorball (2. Bundesliga Herren) und Volleyball (Regionalliga Herren).

## Geschichte
Vor dem Zweiten Weltkrieg trieben viele Dresdner Studenten Sport im Akademischen SV Dresden, der sein Vereinsgelände am Zelleschen Weg hatte. Der Verein feierte Erfolge im Hockey, Eishockey, Tennis und in der Leichtathletik, wurde jedoch 1945 zwangsaufgelöst.
Der USV steht in der Traditionslinie der HSG Wissenschaft TH Dresden, der am 16. Februar 1949 gegründeten Hochschulsportgemeinschaft der Technischen Universität Dresden. Als die Hochschule 1961 von TH in TU Dresden umbenannt wurde, änderte sich auch der Name der HSG in „Wissenschaft TU Dresden“. Sie hieß nur noch „HSG TU Dresden“, seit bei ihr 1973 der Zusatz „Wissenschaft“ entfallen war, welcher bei DDR-Hochschulsportgemeinschaften zuvor üblich war (vgl. HSG Wissenschaft Halle).
In der Zeit der DDR waren der HSG noch weitere Sektionen wie zum Beispiel Badminton angeschlossen, die jedoch aufgelöst wurden. Im Jahre 1960 wurde die Sektion Eishockey zum SC Einheit Dresden delegiert und dort zehn Jahre später aufgelöst. Weitere erfolgreiche Sektionen der HSG in dieser Zeit waren Rudern (dreifacher DDR-Meister im Doppelzweier; 1954, 1956 und 1957) und Tennis (sechsfacher DDR-Mannschaftsmeister Herren; 1963–1965, 1969, 1971, 1979).
Mit der HSG Lok HfV Dresden gab es in der Stadt eine weitere in landesweiten Titelkämpfen erfolgreiche Hochschulsportgemeinschaft.
Am 26. Juni 1990 wurde der USV TU in seiner heutigen Form als eingetragener Verein neu gegründet.

## Heutige Abteilungen
- Badminton
- Ballspiele und Fitness
- Basketball
- Bergsteigen (Akademische Sektion Dresden des Deutschen Alpenvereins)
- Faustball
- Fechten
- Floorball
- Fußball
- Go
- Gymnastik
- Handball
- Judo
- Ju-Jutsu
- Kanu
- Kraftsport (Kraftdreikampf, Bankdrücken, Strict-Curl, Kreuzheben)
- Lacrosse
- Leichtathletik
- Orientierungslauf
- Rehasport
- Rollstuhlrugby
- Rudern
- Schach
- Schwimmen
- Senioren- und Behindertensport
- Ski
- Tennis
- Traditionelle Karate
- Turnen
- Volleyball
- Zen-Karate